# Златогрудая андигена
Златогрудая андигена, или шафранный туканет (лат. Pteroglossus bailloni) — птица семейства тукановых (Ramphastidae), обитающая в Южной Америке. Латинское видовое название дано в честь французского зоолога Франсуа Байона (1778—1851).

## Описание
Длина тела птиц составляет 35—40 см. Самец имеет размах крыльев около 130 см. Вес взрослых птиц составляет от 156 до 174 г. Отличительной чертой вида является шафраново-жёлтый цвет большей части оперения. Клюв также преимущественно жёлтый, а крылья скорее коричневатые. Спина и хвост зеленоватого цвета. Радужная оболочка бледно-жёлтого цвета.

## Распространение
Златогрудая андигена обитает на востоке Парагвая, в аргентинской провинции Мисьонес и на юго-востоке Бразилии, где она обитает в тропических дождевых джунглях.

## Питание
Птицы питаются преимущественно фруктами.